# Rikke Iversen
Rikke Iversen (født 18. maj 1993) er en dansk håndboldspiller. Hun spiller for Team Esbjerg i Damehåndboldligaen. Hun har tidligere optrådt for Nykøbing Falster Håndboldklub,  Silkeborg-Voel KFUM og Odense Håndbold. Hun har flere U-landsholdskampe på CV'et, som også tæller OL Guld fra de første Youth Olympic Games i Singapore i 2010.
Hun er lillesøster til Ikast Håndbold's stregspiller Sarah Iversen.
Hun fik sin officielle debut på A-landsholdet ved EM-kvalifikationen den 27. september 2017 mod Slovenien.
Hun var med til at vinde den danske liga, Damehåndboldligaen, i 2021 og 2022 med Odense Håndbold. Hun var også med til at vinde bronzemedaljer med Danmark ved både VM i kvindehåndbold 2021 i Spanien og VM i kvindehåndbold 2023 på hjemmebane samt OL i Paris.